# 2-萘甲酸
2-萘甲酸是一种有机化合物，化学式为C10H7CO2H。它和1-萘甲酸是萘的异构羧酸衍生物。它可以由1-氯萘的羧基化制得。2-萘甲酸的pKa为4.2。